# 玄默
玄默（？—1635年），字中象，號會一，直隶河间府静海县人。明朝政治人物。

## 生平
萬曆四十六年（1618年）戊午科順天鄉試舉人，明年（1619年）联捷己未科進士。户部觀政，四十八年任河南怀庆府推官，天啓元年本省同考，五年（1625年）考选行取吏科给事中，尋以不附逆珰闲住。崇祯元年复起为吏科给事中，时有巨奸陈云汉假名屯田，增赋害民，合县俯首无策，默独经画多方，得紓其害，劳怨不恤，士民尸祝。历户科右、刑科左、户科都，任四年辛未科順天府鄉試同考官，五年升太常寺少卿，六年（1633年）以右佥都御史巡抚河南，清忠亮节，朝野称扬公举，八年以凤阳失守罪被逮，久之释归。卒祀乡贤。

## 家族
曾祖玄丙，寿官。祖玄仁，寿官。父玄廷桂，增生。